# Holschdubrau

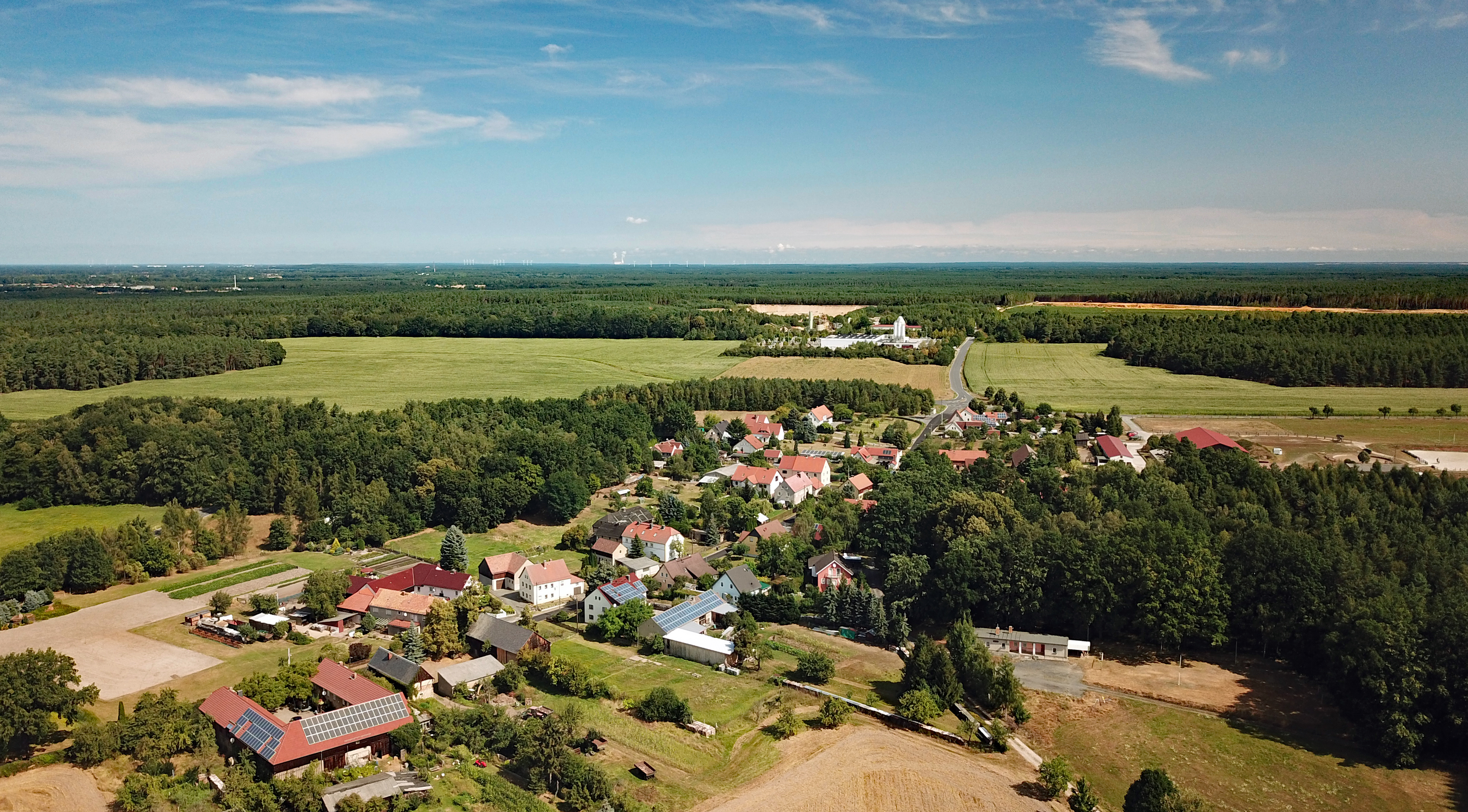
Luftbild

Holschdubrau, obersorbisch Holešowska Dubrawkaⓘ, ist ein Ort im ostsächsischen Landkreis Bautzen und gehört seit 1936 zur Gemeinde Neschwitz. Der Ort liegt in der Oberlausitz und zählt zum sorbischen Siedlungsgebiet.

## Geografie
Der Ort befindet sich etwa elf Kilometer nördlich der Großen Kreisstadt Bautzen und zweieinhalb Kilometer östlich von Neschwitz am Nordrand des Oberlausitzer Gefildes. Nach Süden hin ist das Gelände offen und wird landwirtschaftlich genutzt; außerdem gibt es hier einige Fischteiche. Im Norden beginnen die für die nördliche Oberlausitz typischen ausgedehnten Wälder. Das Gelände steigt in nordöstlicher Richtung zum 199 Meter hohen Hahnenberg hin an, dessen Wald mit 15 km² zu den größten zusammenhängenden Waldgebieten der Oberlausitz gehört. Der Hahnenberg ist eine Endmoräne der letzten Eiszeit und daher für die Kiesgewinnung interessant.
Holschdubrau ist ein typisches Straßendorf mit zwei Dreiseithöfen im südlichen Teil. Die Nachbarorte sind Luppedubrau (Gemeinde Radibor) im Osten und Holscha im Südwesten.

## Geschichte
Bereits während der römischen Kaiserzeit wurde in der Nähe des heutigen Ortes Eisen verhüttet. Immer wieder wurden um Holscha und Holschdubrau alte Münzen – auch römische – gefunden.
Der Ort selbst wurde erstmals 1419 als Dubraw claro („Helle Dubrau“) urkundlich erwähnt. Weitere verzeichnete Namensformen sind Dubrau (1598), Hollsche Dubraucke (1759) und Dubra sub Holsche („Dubrau bei Holscha“; 1792). Das Dorf hatte sich um die Schäferei des Holschaer Gutes herum entwickelt. Die Grundherrschaft lag beim Holschaer Rittergut, welches ab 1735 zur Neschwitzer Herrschaft gehörte.
Holschdubrau war seit jeher ein Ortsteil von Holscha und wurde am 1. April 1936 gemeinsam mit diesem nach Neschwitz eingemeindet.

### Ortsname
Der Ortsname leitet sich vom sorbischen Wort dubrawa oder dubrawka („Eichenwald“) ab und beschreibt vermutlich einen Ort, an dem ungewöhnlicherweise Eichen anzutreffen waren. Zur Unterscheidung von anderen Orten ähnlichen Namens wurde die Vorsilbe Holsch- als Hinweis auf den größeren Nachbarort, unter dessen Grundherrschaft Holschdubrau stand, beigefügt. Analog wurde beim östlich gelegenen Luppedubrau verfahren, das zu Luppa gehört.

## Bevölkerung
Für seine Statistik über die sorbische Bevölkerung in der Oberlausitz gab Arnošt Muka in den achtziger Jahren des 19. Jahrhunderts keine gesonderten Daten für Holschdubrau an, da dieses zu Holscha gehörte. Von dessen 208 Einwohnern waren 194 Sorben und 14 Deutsche. Ernst Tschernik zählte 1956 noch einen sorbischsprachigen Bevölkerungsanteil von 32 Prozent in der Gemeinde Neschwitz. Seitdem ist der Gebrauch der sorbischen Sprache im Ort weiter zurückgegangen.
Die Bevölkerungszahl ist in den letzten 200 Jahren weitgehend gleich geblieben. Die gläubigen Einwohner sind meist evangelisch-lutherischer Konfession und nach Neschwitz gepfarrt.

## Wirtschaft und Infrastruktur
Nördlich von Holschdubrau befindet sich ein Betonwerk mit angeschlossener Kiesgrube. Im Ort selbst, der auf einer Umgehungsstraße umfahren werden kann, gibt es ein Gestüt.